# Lord of the rings (Amsterdamse Bos)
Lord of the rings is een artistiek kunstwerk in het Amsterdamse Bos.
Het ontwerp binnen de categorie toegepaste kunst is afkomstig van Buitenom, bestaande uit Minka Haverkorn en Carolien Oomes. Het kantoor ontwerpt zaken voor plaatsing in de openbare ruimten. Voor de Gemeente Amsterdam ontwierpen ze voor 2018 een zevental zitelementen voor steigers aan de Nieuwe Meerlaan/Schipholdijk in het Amsterdamse Bos, langs de Ringvaart van de Haarlemmermeer. Ze staan aan de zijde van het bos. De objecten hebben frames van cortenstaal met planken zittingen/rugleuningen etc. Naam en objecten zijn gebaseerd op de ringslang, de bewerking van de frames op haar huid. De slang komt voor in het Amsterdamse Bos. Ook in de vorm van de steigers zelf zou de ringslang zichtbaar moeten zijn, aldus het uitlegbord van het bos.   
Een aantal van de objecten staat bij de Veer Ome Piet.

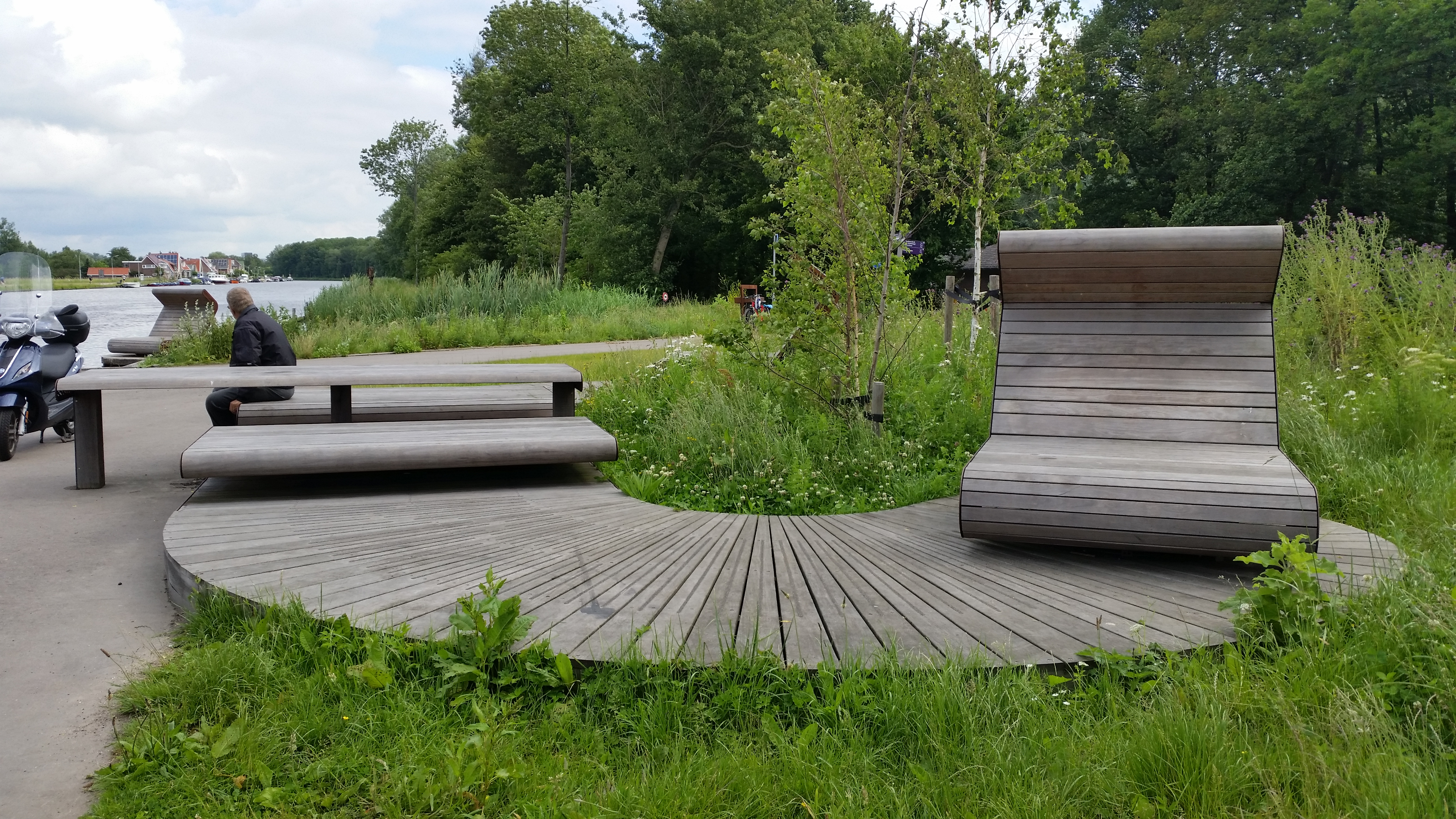
Steiger en zitjes (juni 2019)